# Mauroa
Pour les articles homonymes, voir Mauroa (homonymie).
Mauroa est l'une des 25 municipalités de l'État de Falcón au Venezuela. Son chef-lieu est Mene de Mauroa. En 2011, la population s'élève à 24 920 habitants.

## Géographie

### Subdivisions
La municipalité est divisée en trois paroisses civiles avec, chacune à sa tête, une capitale (entre parenthèses) :
- Casigua (Casigua)
- Mene de Mauroa (Mene de Mauroa) ;
- San Félix (San Félix).